# 新山荘輔

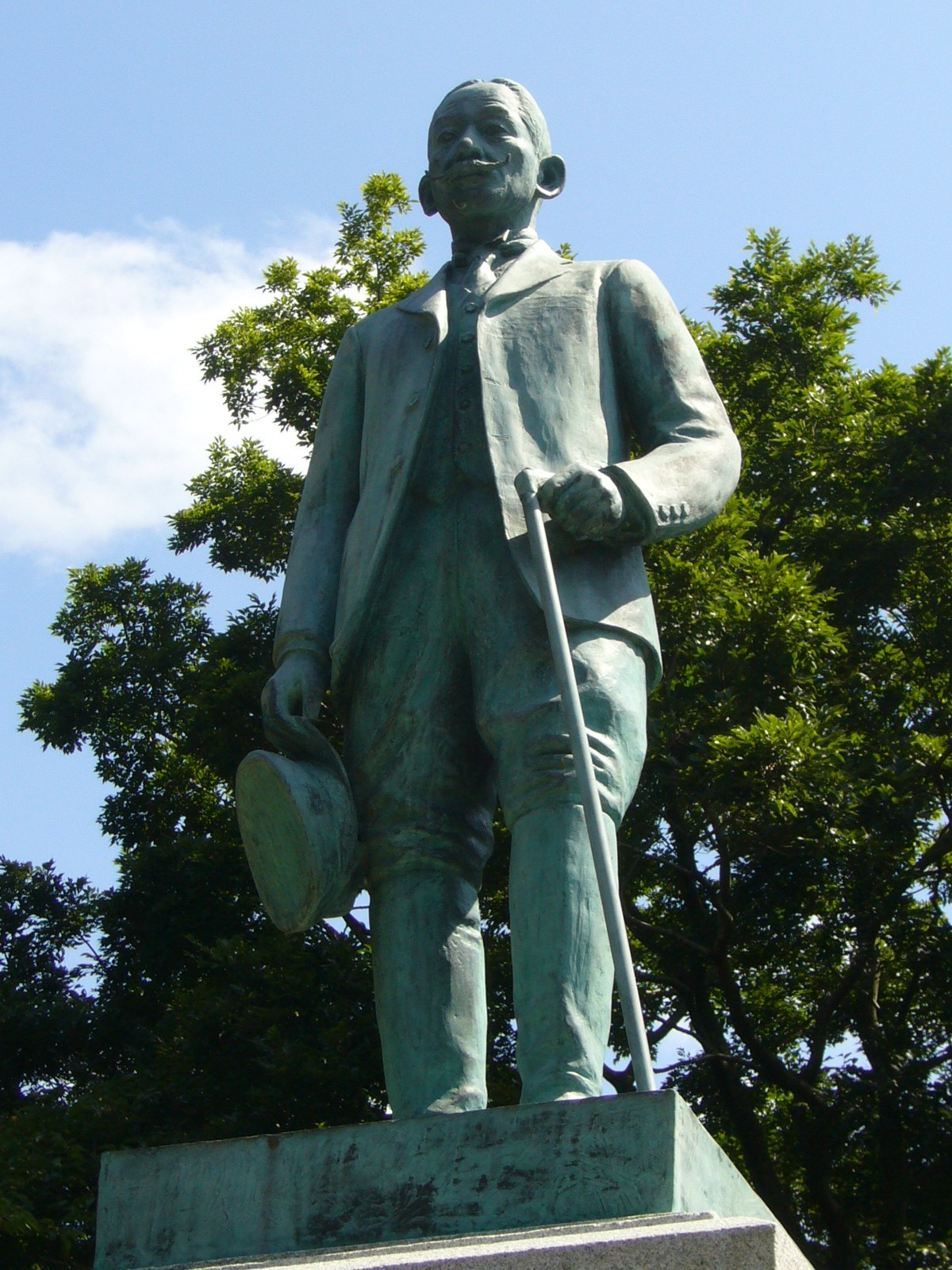
新山荘輔（三里塚記念公園・成田市）

新山 荘輔（にいやま そうすけ、安政3年10月10日（1856年11月7日） - 昭和5年（1930年）11月7日）は獣医学博士、元下総御料牧場長、新冠御料牧場長、馬政官、農商務技師、宮中顧問官。日本の官民両面における畜産業、特に馬産事業の貢献者。正三位旭日重光章受章。
種畜の改良、繁殖、育成等を通じた飼養管理や治療法等の功績により『日本獣医学の生みの親』として知られる。

## 略歴
- 1856年（安政3年） - 長門国阿武郡大井村（現・山口県萩市大井）の白根家に生まれる。
- 1880年（明治13年） - 駒場農学校獣医科卒業。
- 1880年（明治13年） - 新山春太郎の養子となり、改姓。
- 1880年（明治13年） - 内務省勧農局に入局、11月に下総種蓄場の勤務となる。
- 1882年（明治15年） - 下総種畜場が農商務省の所管となる。
- 1883年（明治16年） - 獣医学学士となる
- 1884年（明治17年） - 岩山敬義により畜産諮詢会が創設され、委員に任命。
- 1885年（明治18年）2月 - 宮内省御用掛に任命、侍従の藤波言忠子爵の随行して欧米に渡る。各国の畜産業の視察と研究に没頭する。
- 1888年（明治21年）4月 - 帰国し主馬寮勤務となる。
- 1889年（明治21年） - 主馬寮技師となる。
- 1890年（明治22年） - 下総御料牧場長と新冠御料牧場長に任命。
- 1891年（明治23年） - 第3回内国勧業博覧会にて馬の審査官を務める。
- 1892年（明治24年） - 外山御料牧場長を兼任。
- 1895年（明治27年） - 新冠御料牧場長を退任。
- 1896年（明治28年） - 馬政調査会委員に任命。
- 1896年（明治28年） - 第4回内国勧業博覧会にて馬の審査官を務める。
- 1897年（明治29年） - 農商務技師、牧馬監督官を兼任。
- 1898年（明治30年） - 馬政調査と種馬購入のためヨーロッパ、アメリカ、オーストラリアを歴訪。種馬17頭（牡10、牝7）を購買。
- 1899年（明治31年） - 日本初の人工授精を行う。
- 1899年（明治31年） - 小岩井農場長に就任。[3]
- 1900年（明治32年） - 欧米各国の視察とパリ万国博覧会に出品されている馬の視察のため渡欧。
- 1904年（明治36年） - 第5回内国勧業博覧会にて馬の審査官を務める。
- 1905年（明治37年） - 臨時馬政調査委員に任命。
- 1907年（明治39年） - 馬政局馬政官に任命。
- 1907年（明治39年） - 小岩井農場長を退任。
- 1908年（明治40年） - 馬政調査と種馬購入のため欧米へ出張。種馬87頭（牡47、牝40）を購買。
- 1910年（明治42年） - 馬政調査と種馬購入のため欧米へ出張。種馬87頭（牡44、牝43）を購買。
- 1912年（明治44年） - 馬政調査と種馬購入のため欧米へ出張。種馬88頭（牡43、牝45）を購買。
- 1913年（大正2年） - 馬政官を退任。
- 1914年（大正3年） - 大正博覧会にて馬の審査官を務める。
- 1919年（大正8年） - 獣医学博士となる。
- 1922年（大正11年） - 下総御料牧場を退官。
- 1922年（大正11年） - 宮中顧問官となる。
- 1930年（昭和5年）11月 - 75歳で死去。

## 馬産業への貢献
岩山敬義によって創設された駒場農学校（後の東京大学農学部）で獣医学を学び、ヨーロッパの畜産業の視察のため藤波言忠子爵に随行した。この間、ドイツ語が堪能であったことから渡欧中だった伊藤博文一行と会い、通訳や翻訳の仕事にあたり、明治憲法制定に一役買ったとされる。
帰国後は各地の宮内省管轄の御料牧場の場長を歴任し、小岩井農場をはじめ多くの民間の牧場の顧問を務めた。5回に渡りヨーロッパ、オーストラリア、アメリカに出張して優秀な種馬の選定と購入を行い、実務家として日本の馬の品種改良に貢献した。
新山は白髭白髪の威厳ある外見であったと評されるが、本人によれば、6回の渡欧（当時は船）の際、インド洋の波浪による心労のため白髪になったと述懐している。
1884年（明治17年）の畜産諮詢委員に任命されて以降、馬政調査会委員、臨時馬政調査委員、馬政官を歴任し、監督官の立場からも日本の馬産業の発展に貢献した。
1898年（明治31年）に人工授精をはじめて試みた人物でもある。

## 地域への貢献
三里塚地域開発に尽力し、千葉県営鉄道多古線・八街線敷地に20町歩に及ぶ用地の無償貸与付けに協力した。
退職金の一部で新山荘輔場長奨学金制度を設立し、地域の児童のため、毎年賞を授けることを1945年（昭和20年）まで続けた。
1924年（大正13年）には、現在のJR三里塚バス停付近の一角に銅像が建立された。銅像は戦時中に供出されて台座だけが残る形となっていたが、2004年（平成16年）4月11日、銅像再建関係者やかつての御料牧場ゆかりの人、新山賞受賞者など220人が出席して60年ぶりに新山博士像が成田市三里塚御料牧場記念館前に再建された。
牧畜啓蒙に尽くし、日本では馴染みのなかった牧畜に人々が親しむことができるよう、日本人が好む桜を下総御料牧場に五万本植樹した。昭和時代には観桜の名所となり、現在も三里塚記念公園として親しまれている。

## 購買した主な種馬
（）内は品種

### 国有馬
- フォーレストビュー（ハクニー）
- キューバス（アングロアラブ）
- ボイターギドラン（ギドラン）
- ローヤルメッセンジャー（サラブレッド）
- パーペチュイチー（サラブレッド）
- ブラマンテー（サラブレッド）
- サッパーダンス（サラブレッド）
- ガストン（ブラバンソン）
- 北調（ペルシュロン）
- 望月（トロッター）

### 民有馬
- インタグリオー（サラブレッド）
- 小岩井農場の基礎輸入牝馬20頭

## 栄典・授章・授賞
位階
- 1892年（明治25年）2月17日 - 正七位[6]
- 1897年（明治30年）2月10日 - 従六位[7]
- 1918年（大正7年）2月28日 - 正四位[8]

勲章等
- 1903年（明治36年）12月14日 - 単光旭日章[9]